# Tim Beckham
Pour les articles homonymes, voir Beckham.
Timothy Lamar Beckham (né le 27 janvier 1990 à Griffin, Géorgie, États-Unis) est un joueur d'arrêt-court et de deuxième but de la Ligue majeure de baseball.

## Carrière
Tim Beckham est un choix de première ronde des Rays de Tampa Bay et le tout premier joueur sélectionné par un club du baseball majeur lors de la séance de repêchage amateur de juin 2008. Le jeune joueur, qui évolue alors dans une école secondaire de sa ville natale, reçoit un boni de 6,15 millions de dollars à la signature de son contrat avec les Rays et il renonce à rejoindre l'Université de Californie du Sud. Au moment de repêcher, les Rays hésitent entre Buster Posey et Beckham, mais optent finalement pour celui que Baseball America venait de nommer meilleur jeune joueur de l'année 2007. La même publication place Beckham en 2009 au 28e rang sur sa liste annuelle des 100 meilleurs joueurs d'avenir. Mais il glisse au 67e rang du même palmarès l'année suivante puis, peu à peu, presque dans l'oubli. Sa progression vers les majeures ne se fait pas comme prévu, alors que des joueurs choisis après lui dans la même ronde du repêchage, tels Pedro Alvarez à Pittsburgh et Buster Posey à San Francisco, deviennent des joueurs étoiles. En 2012, alors qu'il évolue en ligues mineures, il est suspendu 50 matchs pour usage de marijuana.
Beckham joue son premier match dans les majeures avec les Rays le  19 septembre 2013 et, à son premier passage au bâton, récolte aux dépens du lanceur Tanner Scheppers des Rangers du Texas son premier coup sûr. Il dispute 5 matchs avec l'équipe en fin de saison et récolte 3 coups sûrs et un point produit en 8 passages au bâton.
En s'entraînant fin 2013, il se blesse au ligament croisé antérieur et est absent du jeu début 2014. Il réintègre les Rays en 2015.
Le 31 juillet 2017, les Rays échangent Beckham aux Orioles de Baltimore contre le lanceur droitier des ligues mineures Tobia Myers.